# Костюкова Аліна Артурівна
Аліна Артурівна Костюкова (нар. 13 жовтня 1986, Харків, Українська РСР) — українська актриса театру і кіно.

## Походження та навчання
Аліна Костюкова народилась у 1986 році у Харкові. У 2003 році закінчила Харківську музичну школу по класу гітари.
Навчалась на акторському факультеті Харківського національного університету мистецтв імені Івана Котляревського (курс Володимира Антонова), який закінчила у 2007 році.

## Творчість
У 2006 році Аліна Костюкова почала грати у Харківському театрі «Постскриптум» («P.S.»). Паралельно працювала викладачкою акторської майстерності в модельному агентстві LG-models.
У 2008 році переїхала до Києва і увійшла до трупи Київського академічного Молодого театру в якому працювала до 2015 року. Одночасно грала в спектаклях вуличного театру (до 2010 року).
З 2007 року знімається у фільмах. Актриса дебютувала у телесеріалі «Міліцейська академія»-2.
Крім того, у 2010—2014 роках Аліна Костюкова працювала викладачем акторської майстерності в загальноосвітній школі.

### Ролі в театрі
Театр «P.S» (Харків)
- Леся — «Вечір», Леся Українка (2006, реж. Степан Пасічник);
- Сусідка — «Медведик Панда», Матей Вішнєк (2006, реж. С. Пасічник);
- Суламіф — «Чари на кохання», «Пісня пісень» (2006, реж. С. Пасічник);
- Жанетта — «Середньовічні фарси про Це» (2006, реж. С.Пасічнік).

Київський академічний Молодий театр
- Текле — «Конотопська відьма», Богдан Жолдак (2007, реж. Микола Яремків);
- Повія — «Московіада» (2007, реж. Станіслав Мойсеєв);
- Сонце — «Як залізний вовк зиму вкрав» (2008, реж. А. Петров);
- Пріся — «РЕхуВІлійЗОР» (2008, реж. С.Мойсеєв);
- Катерина Квятковська — «Талан» Михайло Старицький (2008, реж. Микола Яремків);
- Прислуга — «Хоровод любові» (2008, реж. С.Мойсеєв);
- Фрейліна — «Сім бажань Зербіно» (2008, реж. М.Яремків);
- Придворна дама — «Примхлива любов Дроздоборода», Б.Стельмах (2008, реж. Юрій Маслак);
- Маруся — «Наймичка» (2008, реж. Л.Семиразуменко);
- Женя — «Квартет для двох» (2009, реж. А. Петров);
- Людмила Герасимівна — «Право на любов», М.Островський (2009, реж. Ю.Маслак);
- Бартош — «Кома» (2010, реж Андрій Май);
- Ольга Василівна — «Любов людей» (2013, реж. С.Жирков);
- Карма — «Принцеса Лебідь» (2013, реж. І.Пелюк);
- Муза — «Молода поезія» (2014 року, реж. А. Петров);

Культурний центр «Пасіка»
- Диявол — «Криза віри» (2007, реж. Тарас Кіщун);

Театр «Сузір'я»
- Естель — «За зачиненими дверима», Ж.-П. Сартр (2008, реж. А.Сенчук);
- Оля — «Маршрут Безлюдівка-Безрадичі», А.Костюкова (2014 року, реж. А.Александрович);

Палац офіцерів
- Мері Поппінс — «Мері Поппінс» (2012, реж. В.Чхаїдзе);

Музей Києва
- Таксистка — «Київський торт», документальна драма (2013, реж. А.Май).

### Ролі в кіно
- 2020 — «І будуть люди» — Ольга Ковальчук
- 2020 — «Зречення»
- 2019 — Маршрути долі
- 2019 — Таємна любов — епізод
- 2018 — Пес-4 — Ірина Фоміна (у 14-й серії «Купіть дружину»)
- 2017 — Пес-2 — Дар'я (у 14-й серії «Кривдник»)
- 2017 — Невиправні — Наталка
- 2017 — Ментівські війни. Одеса — Наталка, дружина Валіда (у фільмі 2 «Небезпечні ігри»)
- 2017 — Лабораторія любові — Женя
- 2016 — Центральна лікарня — дружина Михайла
- 2014 — Особиста справа — Алла
- 2013 — Таксі — 2 - Олена
- 2012 — Жіночий лікар — Жанна
- 2012 — Джамайка — перукарка
- 2011 — Небесні родичі — епізод
- 2010 — Платон Ангел — епізод
- 2010 — Маршрут милосердя — Жанна
- 2009 — 2010 — Згідно із законом — Германова Віолетта (у 23-й серії «Подарунок до ювілею»)
- 2009 — Повернення Мухтара-6 — Анжела (у 35-й серії «Майже по Честертон»)
- 2008 — Рідні люди — перукарка
- 2007 — Міліцейська академія — 2 — епізод